# Падали (село)
Падали́ — национальное село в Амурском районе Хабаровского края. Расположено на месте нанайского стойбища. Административный центр Падалинского сельского поселения.
Село Падали приравнено к районам Крайнего Севера.

## История
Название Падали произошло от  слова Падило, что – в переводе с нанайского «отделяться». Также, по рассказам старожилов, слово «подали» в старину означало также «железная береза», из которой делали гвозди, клинья, наконечники стрел, полозья для нарт и т.д. Известны были Старые Падали, Восточные Падали.
В конеце 1930 – х годов, когда обустраивалась железнодорожная магистраль Волочаевка-Комсомольск, была организована станции "Падали" ДВЖД
В1940 году здесь уже находилась станция второго класса с отдельным залом для военных, имелся военный комендант, в Падали находилась военная база аэродрома, военный клуб.
Недалеко от станции располагался военный аэродром с дислоцированым на нём 443 – й бомбардировочным полком лёгких штурмовиков – бомбардировщиков и двумя батальонами частей аэродромного обслуживания. На аэродроме велась подготовка личный состав полка, осваивалась новая техника для отправки на фронт .В наши дни сохранились лишь три мраморных обелиска, установленных на одной из возвышенностей вблизи станции в память о тех днях.

## География
Село Падали расположено на железнодорожной линии Волочаевка II — Комсомольск-на-Амуре между пос. Эльбан и пос. Известковый.

## Население
| 1915 | 1992 | 2002 | 2010 | 2011 | 2012 | 2021 |
| ---- | ---- | ---- | ---- | ---- | ---- | ---- |
| 44   | ↗126 | ↗207 | ↗389 | ↘386 | ↘365 | ↘147 |